# Frenchman's Cove
Frenchman's Cove es un pueblo canadiense situado en la provincia de Terranova y Labrador.

## Superficie
Frenchman's Cove tiene una superficie de 69,07 km².

## Demografía
En 2021, tenía 159 habitantes, una densidad poblacional de 2,3 hab./km², y 126 viviendas.